# Roque Gaona
Roque Gaona (Asunción, 15 de agosto de 1896-16 de julio de 1989) fue un político, periodista, escritor, poeta y abogado paraguayo; presidente del Partido Revolucionario Febrerista en el periodo 1975-1977.

## Biografía
Nació en Asunción, capital de la República del Paraguay, un 15 de agosto de 1896.

### Juventud
Cursó sus estudios secundarios en el Colegio Nacional de la Capital, de Asunción. Luego se graduó en Derecho, en la Facultad de Derecho de la Universidad Nacional de Asunción.
Durante su juventud, y en su calidad de poeta y escritor, trabajó en la Revista Estudiantil.

### Actividad cultural y literaria
Trabajó en la redacción de los periódicos El Diario, El Liberal, y La Época.
Estando en Buenos Aires, dirigió Tribuna Febrerista. Estando en Formosa, dirigió un diario con el nombre de esta ciudad. En Posadas, dirigió El Paraguay Libre. 
También fue director del Semanario El Pueblo, periódico oficial del Partido Revolucionario Febrerista, partido en el cual militó. Fue un gran amigo del poeta, también febrerista, Hérib Campos Cervera.

### 1930 a 1951
Participó de la guerra del Chaco como auditor en el tercer cuerpo de ejército con el grado de Teniente Primero.
Durante la Revolución de febrero de 1936, Gaona se involucró, y defendió las ideas socialistas. Desde ese momento, se convirtió en un defensor del socialismo democrático, y supo ser uno de los ideólogos del socialismo paraguayo.
Fue embajador en Chile, en 1936. Luego, con la caída del gobierno revolucionario, en 1937, debió ir al exilio en Argentina, donde dirigiría varios periódicos.
En 1951, participó del congreso fundacional en Buenos Aires del Partido Revolucionario Febrerista, de ideología socialista.

### Dictadura de Strosnner
Durante la dictadura de Stroessner (1954-1989), Roque Gaona fue varias veces preso por defender a la democracia. Inclusive su nombre se encuentra en el Archivo del Terror. En el año 1967, fue elegido diputado.
Durante el periodo 1975-1977, fue presidente del PRF.

### Caída de la dictadura
Unos meses después de la caída de la dictadura de Alfredo Stroessner, contra la que tanto luchó, fallecería Roque Gaona, el 16 de julio de 1989.

## Premio Roque Gaona
Existe en la actualidad un premio otorgado por la Sociedad de Escritores del Paraguay que lleva el nombre de Roque Gaona. Estos son los galardonados:
1995 Carlos Villagra Marsal (poesía)
1996 Luis Hernáez (novela) y William Baecker (poesía)
1997 Jacobo Rauskin (poesía)
1999 Félix Álvarez Sáenz (novela)
2000 Maybell Lebrón (novela)
2001 Augusto Casola (novela)
2002 Mabel Pedrozo (cuento) 
2003 Jacobo Rauskin (poesía)
2004 Delfina Acosta (poesía)
2010 Lita Pérez Cáceres (cuento)
2011 Gladys Carmagnola (poesía)
2012 Damián Cabrera (novela) y Ricardo de la Vega (poesía)
2013 Irina Ráfols (novela)
2014 Feliciano Acosta (poesía)
2015 Chiquita Barreto (novela)
2016 Guido Rodríguez Alcalá (novela)
2017 Gregorio Gómez Centurión (poesía)
2018 Javier Viveros (teatro)